# Pilaria carbonipes
Pilaria carbonipes är en tvåvingeart. Pilaria carbonipes ingår i släktet Pilaria och familjen småharkrankar.

## Underarter
Arten delas in i följande underarter:
- P. c. carbonipes
- P. c. holomelania